# Céleri à couper
Sous-espèce
Le Céleri à couper, Apium graveolens var. secalinum, est une variété de céleri cultivée. Les tiges sont courbées et plus fines que celles du céleri commun. Les feuilles sont tout autant utilisées que les tiges.